# Sciurus
Genre
Sciurus est un genre de petits mammifères, rongeurs appartenant à la même famille (sciuridés) que les marmottes, les tamias et les chiens de prairie. Ces animaux sont appelés écureuils comme bien d'autres rongeurs animaux à la queue en panache de la famille des Sciuridae.
Notons les genres proches Sciurillus et Guerlinguetus, autrefois inclus dans le genre Sciurus, qui désignent des écureuils néo-tropicaux.

## Mode de vie des espèces
L'Écureuil d'Eurasie ou Écureuil roux (Sciurus vulgaris), presque exclusivement diurne et arboricole, est facilement reconnaissable à sa longue queue rousse en panache de 18 à 24 cm. Il est généralement roux (ou brun-roux, couleur variant selon la saison) et mesure de 18 à 25 cm. En hiver, ses oreilles s'ornent de fins pinceaux de poils.
En Europe et, depuis plusieurs décennies, dans les grands parcs anglais, l'écureuil gris, originaire d'Amérique du Nord, introduit est devenu invasif et pose un problème en éliminant peu à peu l'écureuil roux natif et en Italie en écorçant de nombreux arbres, parfois jusqu'à les tuer.
L'écureuil gris cohabite en Amérique du Nord avec l'écureuil fauve (Sciurus niger). L'écureuil roux nord-américain (Tamiasciurus hudsonicus) peuple également l'espace situé entre les régions montagneuses du Nord des États-Unis et du Canada, et la Caroline du Sud.
L'écureuil arboricole vit dans les forêts, on peut l'observer plus généralement à la cime des arbres (il apprécie particulièrement les pins en zone tempérée). Le petit de l'écureuil est l'écureuillon. Il n'entre pas en hibernation pendant la saison hivernale, contrairement à l'écureuil terrestre en zone froide.
Certains écureuils créent un réseau de galeries souterraines à plusieurs entrées qui leur servent de gîte. Les galeries ne comportent qu’une seule issue de secours, qu’ils empruntent en cas de danger immédiat. L’entrée de cette issue de secours est dégagée et descend en ligne droite à une profondeur d’au moins 0,6 mètre. Par temps inclément, ils peuvent rester longtemps sous la surface du sol.
C'est un des rares mammifères entièrement diurnes.
Un fait peu connu est l'existence d'écureuils aussi bien droitiers que gauchers, on les reconnaît aisément aux pommes de pin qu'ils laissent derrière eux. En effet, l'inclinaison du pas de vis formé par l'écureuil en grignotant la pomme de pin reflète sa nature.[réf. nécessaire]

## Alimentation

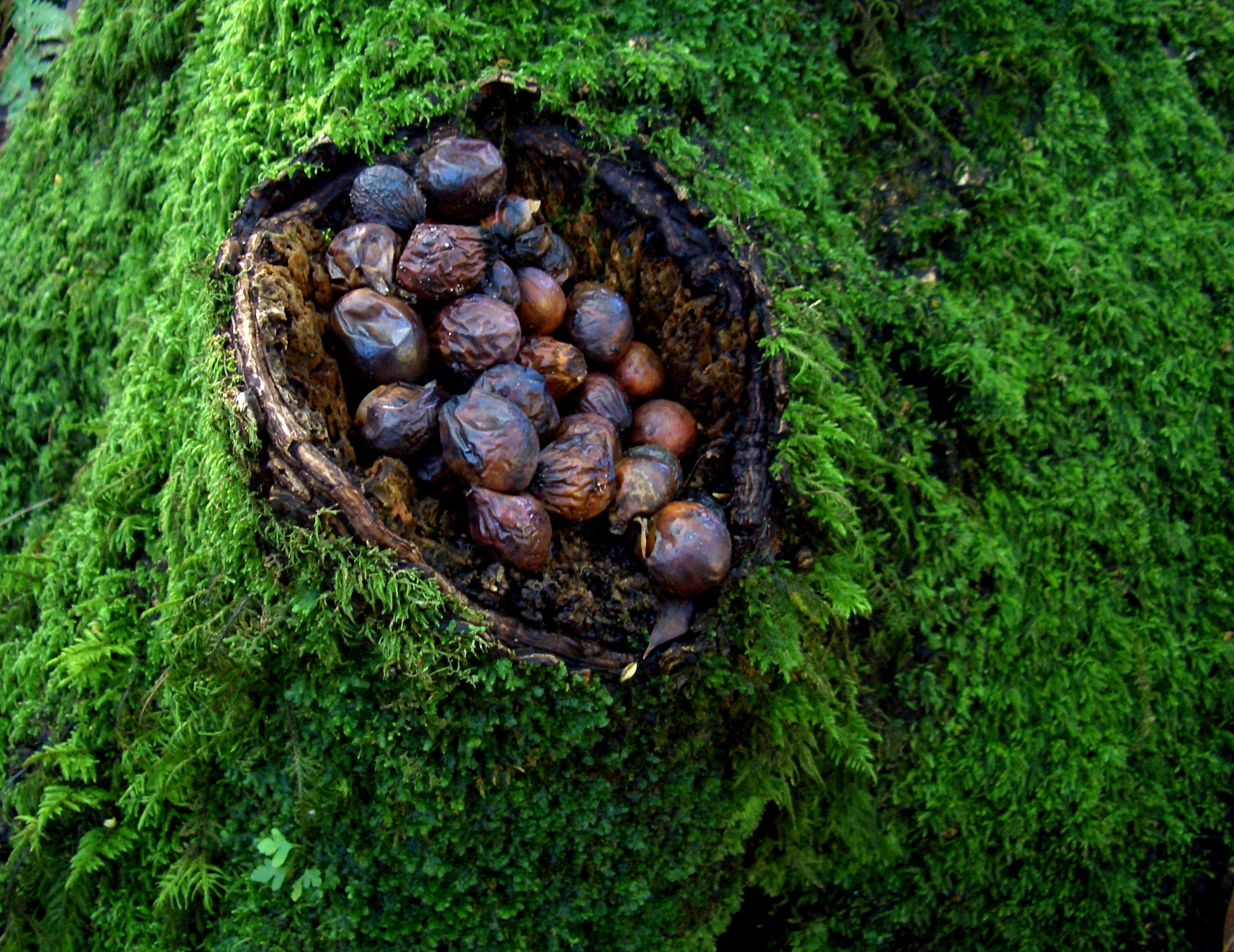
Plusieurs espèces d'écureuils enterrent leurs provisions ou les cachent dans les arbres. Ils jouent ainsi un rôle important de dissémination des graines et gènes et d'enrichissement des forêts en plantes épiphytes.

La nourriture de l'écureuil varie selon l'espèce et selon les saisons :
- au printemps, il mange des bourgeons, des fleurs mais aussi des insectes, limaces, voire quelques oisillons (œufs) ;
- en été, il se nourrit surtout de fruits ;
- en automne, il mange et accumule des graines notamment de conifères, des noix, des noisettes ou des glands, dont il se constitue des réserves pour l'hiver, soit en les enfouissant dans le sol, soit en les stockant dans des trous d'arbres ou des nids abandonnés.

Il peut aussi s'attaquer à l'écorce des arbres quand il ne trouve plus assez de nourriture ou en période de sécheresse. Il semble qu'en Europe, des groupes d'écureuils gris introduits (Italie) aient récemment entretenu ce comportement qui est habituellement temporaire et de survie. Là où ils peuvent en trouver, certaines espèces sont friandes de fructification de champignons souterrains, tels la Truffe du cerf (Elaphomyces granulatus). Les spores de ce champignon peuvent alors constituer jusqu'à 80 % du poids des crottes de l'écureuil. Ainsi non seulement il contribue à disperser ce champignon (très apprécié des sangliers et de plusieurs micromammifères) mais il contribue à une meilleure pousse des glands et noisettes qu'il enterre dans ces zones car ce champignon est un de leurs mycorhizateurs.

## Menaces
La première menace qui pèse sur l'écureuil est la destruction et la fragmentation de son habitat naturel. Les écureuils arboricoles sont souvent victimes de la route (voir Mortalité animale due aux véhicules) dans les forêts fragmentées par ces dernières. Outre les rares écoducs, des « passerelles à écureuil » ont été efficacement testées, qui vont d'une triple corde tressée tendue entre les arbres au-dessus de la route à une passerelle de planchettes fixées entre deux cordes, faisant office de "pont de singes". En France, en Isère, on a même envisagé d'équiper des poteaux d'échelles pour que les écureuils puissent utiliser des éléments du tramway pour traverser les routes par le haut. La restauration d'un réseau paneuropéen de corridors biologiques devrait l'aider à recoloniser les nombreux espaces d'où il a disparu, mais pourrait aussi aider l'écureuil gris à coloniser ses territoires.
La pollution peut l'affecter, notamment dans les zones où les champignons sont pollués par des retombées accidentelles ou chroniques de métaux lourds ou les radionucléides de Tchernobyl, car certains écureuils font une grande consommation des fructifications souterraines de ces champignons qui concentrent le césium 135 radioactif déposé par le nuage de Tchernobyl (étant donné que le césium descend dans le sol à raison d'environ 1 cm par an, c'est à partir des années 2006 que la zone de prospection de ce champignon devrait être fortement affectée, et ce pour 10 à 20 ans).
L'écureuil roux européen se heurte aussi à la concurrence de l'écureuil gris introduit qui tend à le faire disparaître.
La consanguinité et le risque de dérive génétique sont une menace pour les très petites populations relictuelles.

## Galerie

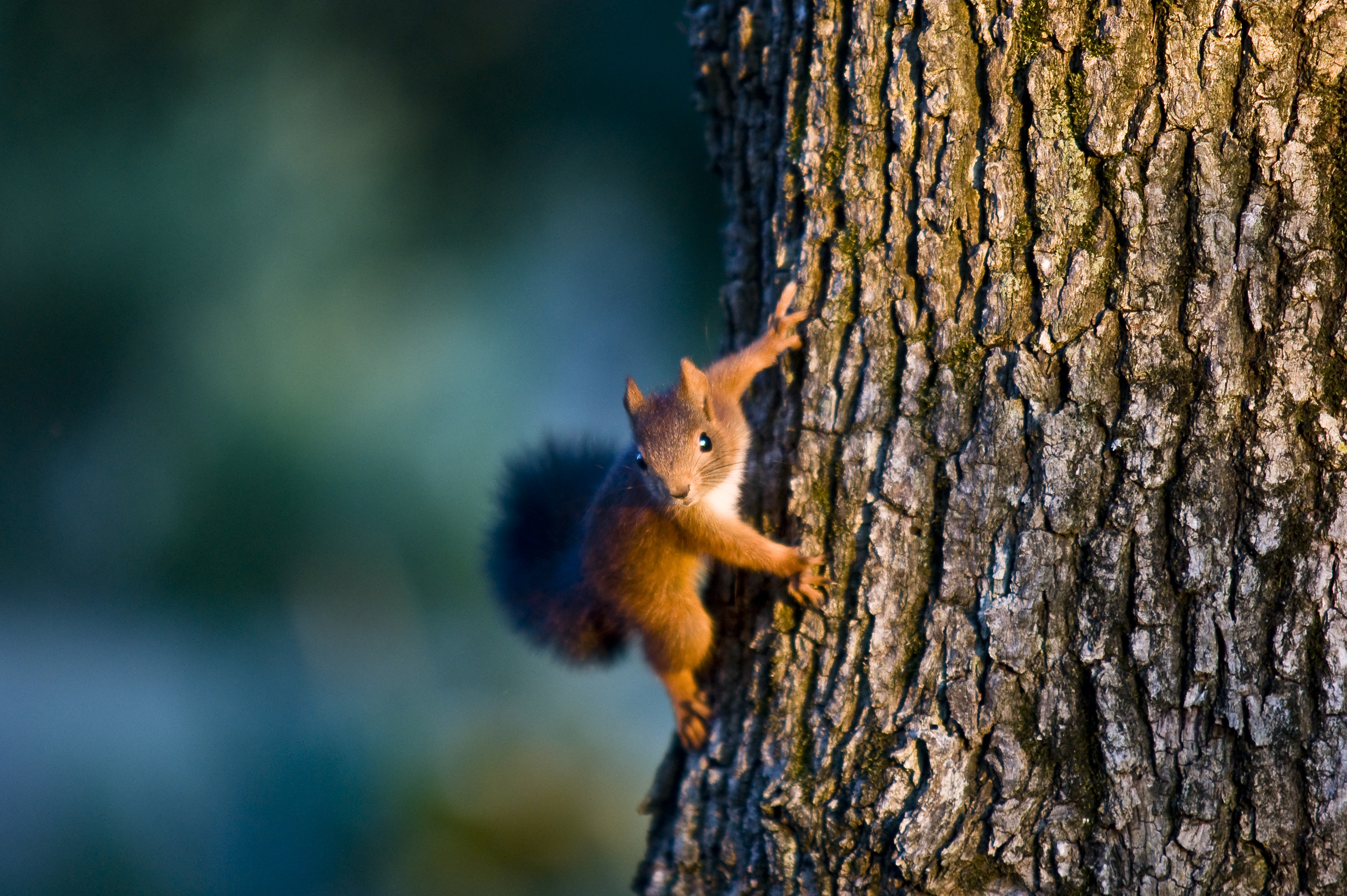
Écureuil roux (Sciurus vulgaris) juvénile Fronton, Haute-Garonne France

## Les espèces d'écureuils du genreSciurus

### Écureuils d'Amérique du Nord
- Sciurus aberti — écureuil d'Abert
- Sciurus arizonensis — écureuil gris d'Arizona
- Sciurus carolinensis — écureuil gris de Caroline
- Sciurus griseus — écureuil occidental
- Sciurus hudsonius — écureuil roux du Canada
- Sciurus niger — écureuil fauve

### Écureuils d'Amérique centrale
- Sciurus alleni : écureuil d'Allen
- Sciurus aureogaster — écureuil gris du Mexique
- Sciurus coeruleus Tyrolensis — écureuil bleu du Tyrol
- Sciurus colliaei — écureuil de Collie
- Sciurus deppei — écureuil de Deppe ou écureuil des Pins
- Sciurus nayaritensis — écureuil du Nayarit
- Sciurus oculatus — écureuil de Peter
- Sciurus richmondi — écureuil de Richmond
- Sciurus variegatoides — écureuil multicolore
- Sciurus yucatanensis — écureuil du Yucatán

### Écureuils d'Amérique du Sud

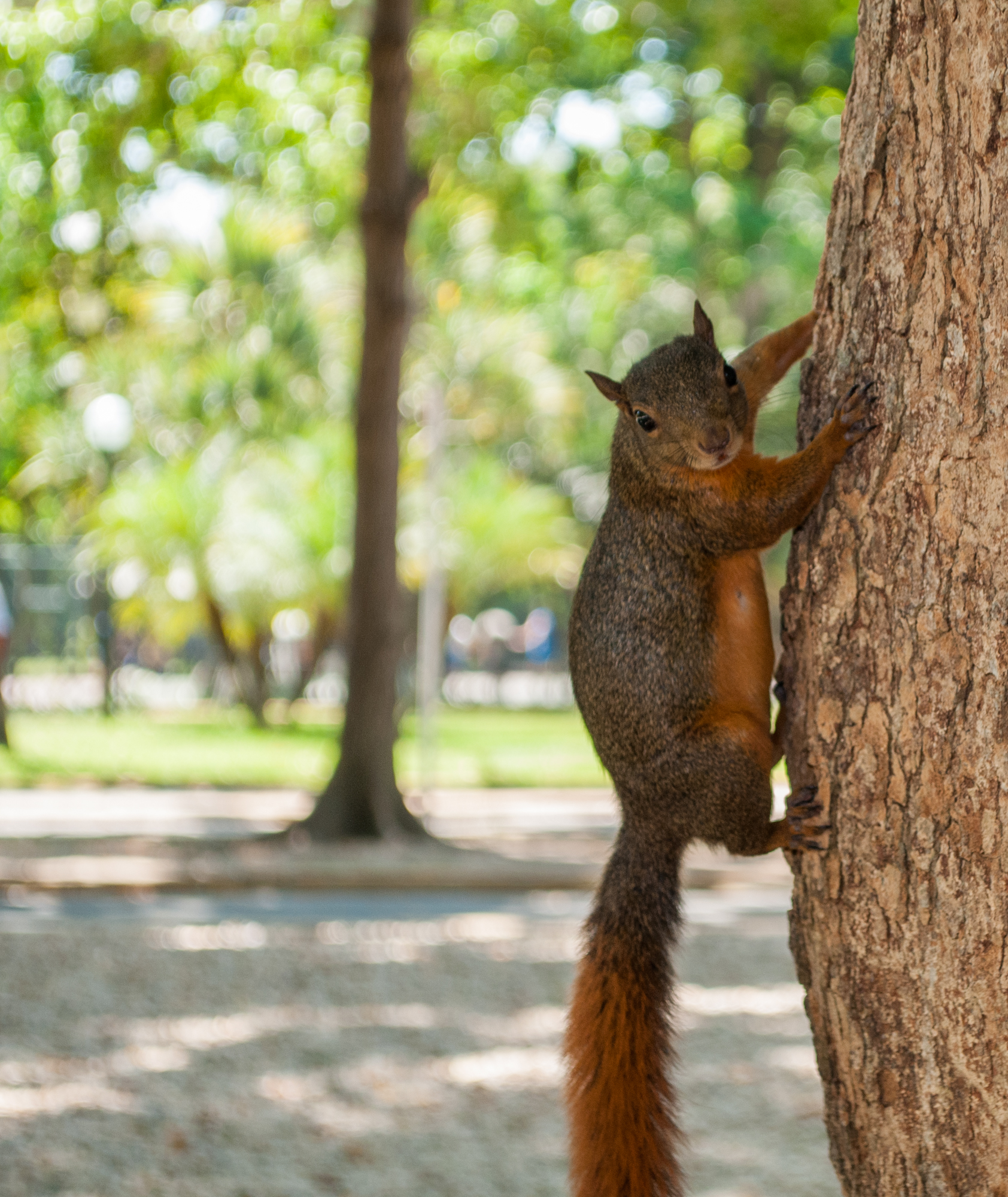
Sciurus granatensis

- Guerlinguetus aestuans (anciennement Sciurus aestuans) — écureuil des Guyanes ou grand guerlinguet
- Sciurillus pusillus - écureuil pygmée néo-tropical, écureuil nain ou petit guerlinguet
- Sciurus flammifer — écureuil du Venezuela
- Sciurus gilvigularis — écureuil du Brésil
- Sciurus granatensis — écureuil à queue rouge
- Sciurus ignitus — écureuil de Bolivie
- Sciurus igniventris — écureuil roux du nord de l'Amazonie
- Sciurus pucheranii — écureuil de Colombie
- Sciurus pyrrhinus — écureuil du Junin
- Sciurus sanborni — écureuil du Sanborn
- Sciurus spadiceus — écureuil roux du sud de l'Amazonie
- Sciurus stramineus — écureuil du Guayaquil
- Sciurius ingrami  — écureuil d'Ingram ou serelepe, présent dans la Mata Atlântica au Brésil

### Écureuils d'Eurasie
- Sciurus anomalus — écureuil de Perse
- Sciurus meridionalis — écureuil de Calabre
- Sciurus indicus — écureuil des Indes
- Sciurus lis — écureuil du Japon
- Sciurus palmarum — écureuil des Indes
- Sciurus vulgaris — écureuil d'Eurasie ou écureuil roux